# 懐良親王
懐良親王（かねよししんのう、1329年？〈元徳元年〉- 1381年頃〈天授7年/弘和元年〉）は、鎌倉時代後期から南北朝時代にかけての皇族。後醍醐天皇の皇子。官位は一品・式部卿。征西将軍宮（せいせいしょうぐんのみや）や征夷大将軍宮（せいいたいしょうぐんのみや）と呼ばれた。外交上は明の日本国王として良懐（りょうかい）を名乗った。
南朝の征西大将軍・征夷大将軍として、肥後国隈府（熊本県菊池市）を拠点に征西府の勢力を広げ、九州における南朝方の全盛期を築いた。歌人としては、准勅撰和歌集『新葉和歌集』に1首が入集。

## 生涯
建武の新政が崩壊した後、後醍醐天皇は各地に自分の皇子を派遣して、味方の勢力を築こうと考え、延元元年/建武3年（1336年）にまだ幼い懐良親王を征西大将軍に任命し、九州に向かわせることにした。親王は五条頼元らに補佐されて伊予国忽那島（現在の愛媛県松山市忽那諸島）へ渡り、当地の宇都宮貞泰や瀬戸内海の海賊衆である忽那水軍の援助を得て数年間滞在した。
その後、暦応4年/興国2年（1341年）頃に薩摩に上陸。谷山隆信居城である谷山城にあって北朝・足利幕府方の島津氏と対峙しつつ九州の諸豪族の勧誘に努める。ようやく肥後の菊池武光や阿蘇惟時を味方につけ、貞和4年/正平3年（1348年）に隈府城に入って征西府を開き、九州攻略を開始した。この頃、足利幕府は博多に鎮西総大将として一色範氏、仁木義長らを置いており、これらと攻防を繰り返した。
観応元年/正平5年（1350年）、観応の擾乱と呼ばれる幕府の内紛で将軍足利尊氏とその弟足利直義が争うと、直義の養子足利直冬が九州へ入る。筑前の少弐頼尚がこれを支援し、九州は幕府、直冬、南朝3勢力の鼎立状態となる。しかし、文和元年/正平7年（1352年）に直義が殺害されると、直冬は中国に去った。これを機に一色範氏は少弐頼尚を攻めたが、頼尚に支援を求められた菊池武光は針摺原の戦い（福岡県太宰府市）で一色軍に大勝する。さらに懐良親王は菊池・少弐軍を率いて豊後の大友氏泰を破り、一色範氏は九州から逃れた。
一色範氏が去った後、少弐頼尚が幕府方に転じたため、菊池武光、赤星武貫、宇都宮貞久、草野永幸、西牟田讃岐守ら南朝方は延文4年/正平14年（1359年）の筑後川の戦い（大保原の戦い）でこれを破り、康安元年/正平16年（1361年）には九州の拠点である大宰府を制圧する。
幕府は2代将軍足利義詮の代に斯波氏経・渋川義行を九州探題に任命するが九州制圧は進まず、貞治6年/正平22年（1367年）には幼い3代将軍足利義満を補佐した管領細川頼之が今川貞世（了俊）を九州探題に任命して派遣する。
『阿蘇家文書』建徳3年3月24日付令旨写には征夷大将軍宮とあり、今川貞世（了俊）に対抗して任命されたと考えられる。
その後は今川貞世（了俊）に大宰府・博多を追われ、足利直冬も幕府に屈服したため（1392年）に九州は平定される。懐良は征西将軍の職を良成親王（後村上天皇皇子）に譲り筑後矢部で病気で薨去したと伝えられる。

## 日本国王良懐
明の洪武2年（1369年）、東シナ海沿岸で略奪行為を行う倭寇の鎮圧を「日本国王」に命じる、明の太祖からの国書が使者楊載らにより懐良親王のもとにもたらされた。国書の内容は高圧的であり、海賊を放置するなら明軍を遣わして海賊を滅ぼし「国王」を捕えるという書面であった。これに対して懐良は、国書を届けた使節団17名のうち5名を殺害し、楊載ら2名を3か月勾留する挙におよんだ。翌年、明が再度同様の高圧的な国書を使者趙秩らの手で懐良に遣わしたところ、今度は「国王」が趙秩の威にひるみ、称臣して特産品を貢ぎ、倭寇による捕虜70余名を送還したと『明太祖実録』に書かれている。その記述は趙秩の報告に基づくものと思われるため、趙秩とのやりとりや称臣した件の事実性は疑問視されている。ともあれ明は懐良を「良懐」の名で「日本国王」に冊封した。その後に懐良の勢力は後退し、洪武5年（1372年）に冊封のため博多に到着した明の使者は、博多を制圧していた今川了俊に捕えられてしまい、懐良に伝達することは出来なかった。
しかしそれでも、明側から「良懐」が冊封されたのは既成事実となった。そのため、足利義満が日明貿易（勘合貿易）を開始する際に新たに建文帝から冊封をうけ「日本国王」の位を受けるまでは、北朝や薩摩の島津氏なども明に使節を送る場合は「良懐」の名義を詐称する偽使を送らねばならなかった。その足利義満も、当初は明国から「良懐と日本の国王位を争っている持明（北朝）の臣下」と看做されて（ある意味、正しい認識である）、外交関係を結ぶ相手と認識されず、苦労している。『明太祖実録』の洪武9年（1376年）4月条には「日本国王良懐が沙門の圭庭用（廷用文圭）などを送り、表文を上呈して馬と方物を朝貢し、また陳謝した」という記述があるが、佐久間重男は菊池氏が北朝の軍勢に押された情況から、懐良親王が明に使節を送る余裕はなく、九州に割拠していた南朝以外の地方勢力が明から「日本国王」として公認される懐良親王の名義を流用し、明との接触を試みた可能性が高いと推測している。『明太祖実録』によれば、「良懐」の最後の遣使は洪武19年（1386年）11月にあったが、この頃は懐良親王の没後であったため、この使節は「良懐」の送ったものではない。栗林宣夫は洪武19年の遣使が懐良親王の名義を借りた八代郡の名和氏により派遣されたと見なしている。

## 墓所・霊廟

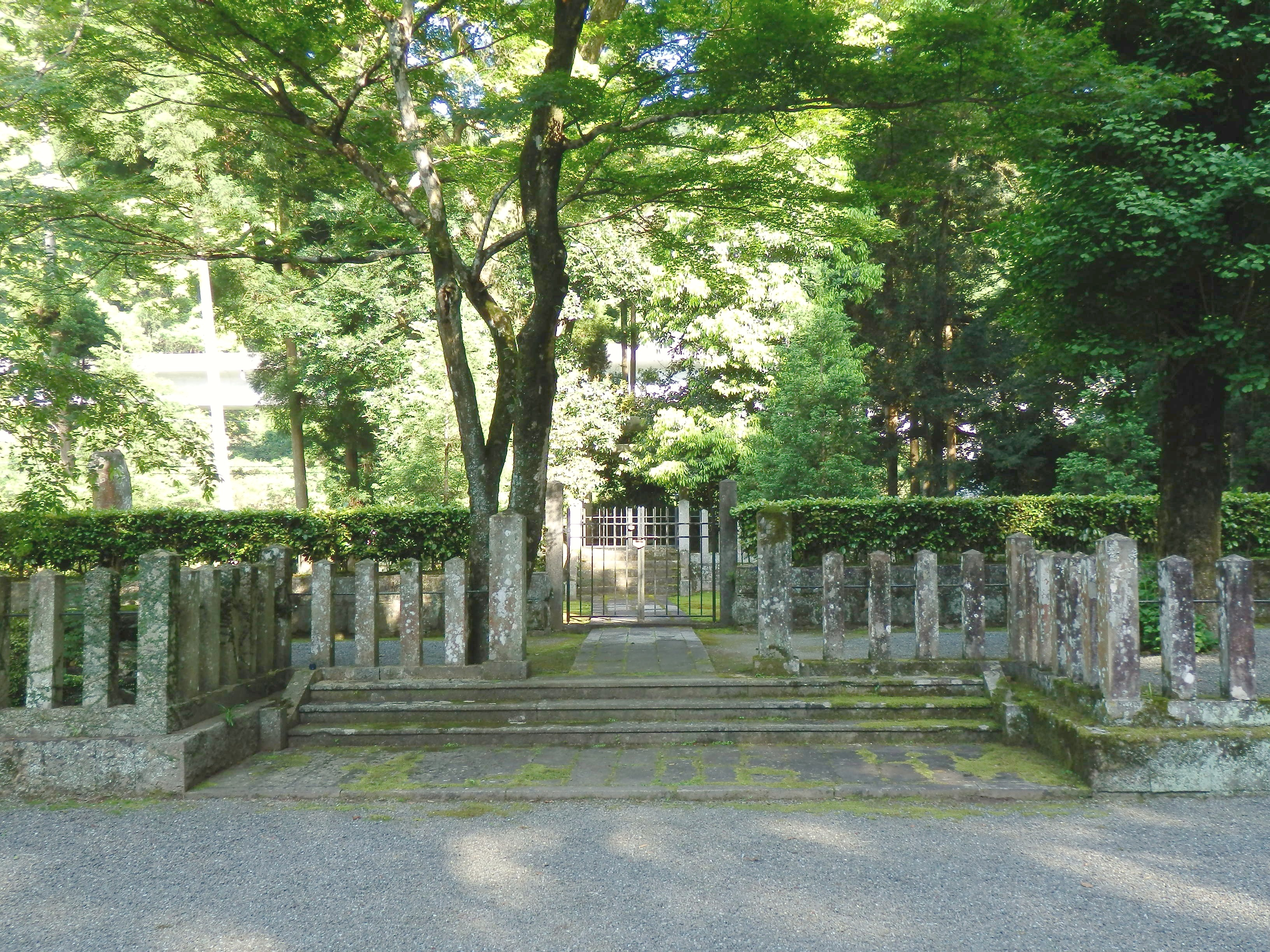
懐良親王御墓（熊本県八代市）

墓所の伝承地はいくつかあるが、宮内庁は熊本県八代市のものとしている。明治になって同市の八代宮、福岡県久留米市の宮ノ陣神社に祀られた。昭和3年（1928年）には鹿児島県谷山市（現・鹿児島市）に懐良親王を祭神とする谷山神社が建立された。
- 懐良親王御墓 - 住所：熊本県八代市妙見町。八代市指定文化財[6]。
- 将軍塚（雲雀床） 錆矢堂付近 - 住所：大分県中津市下池永
- 千光寺 - 住所：福岡県久留米市山本町
- 大円寺 - 住所：福岡県八女市星野村

## エピソード
洪武14年（1381年）7月、懐良親王の使者として僧の如瑶が明に入朝した際、明の太祖は日本が朝貢に不誠実であり、倭寇の取り締まりも怠るという理由で懐良親王を叱責する国書を送った。この国書で太祖は「島国の有利な地形を恃んで倭寇を放置している」と指摘し、もしこれを正さなければ禍を受けるだろうと威嚇した。『明史』には太祖から伝わった高圧的な国書に対し懐良親王が大胆に応酬した事実が記録されている。その内容はおおよそ次の通りである。

### 現代語訳
懐良親王の挑発的な返信を受けた太祖は激怒して日本を攻めようとしたが、元寇の失敗を反面教師として断念したという。
なお、上記のものと似た文章が『殊域周咨錄』にも記録されている。前置きとして、倭国に将を派遣して恭順の意がないことを責めたところ、倭王（懐良）が不遜な文言の返書を出したとある。

## 人物

### 性格
傑物揃いの後醍醐天皇皇子の中でも、際立った軍事的才能を持ち、一代で領地無しから九州統一に迫るほどの覇業を築いた名将である。しかし、太宰府を征服し明と交易を開始したという全盛期にあっても、遁世を願う和歌を詠んでいる（#和歌）。ここから、日本史研究者の森茂暁は、和歌の名門である二条派の血を引くだけあって、本来の性格は文人肌の内省的な人物だったのではないか、と推測している。
また、九州という中央から離れた地にあって、結果として和歌が2首しか現存しないために、懐良の和歌の能力については否定的な見解が古くからある。しかし、森は、それはただ残らなかっただけで、母の二条藤子の優れた歌才を見る限り、実際は懐良も和歌の才能を持ち、もっと多くの歌を詠んでいたのではないか、と推測している。

### 生没年
懐良親王の生年は確実ではない。しかし、正平3年/貞和4年（1348年）6月23日付の五条頼元文書（「阿蘇家文書」『南北朝遺文九州編三巻』2482）に、懐良が「成人」したとあり、森茂暁は当時の「成人」とは数え20歳ぐらいのことではないかと考え、逆算して元徳元年（1329年）と推測している。
没年については、天授7年/弘和元年（1381年）初頭に、母の三十一回忌として、妙見寺（熊本県八代市妙見町に寺跡）に宝篋印塔を奉納したものがあるため、この時期まで生存していたのは確実である。これは、長らく埋もれていたが、大正5年（1916年）に、田口という人物が泉水を掘っている時に発見されたものである。
没年として広く伝わっているのは、弘和3年/永徳3年3月27日（1383年4月30日）である。しかし、森によれば、この説は根拠が弱いという。これは江戸時代後期の熊本藩医田中元勝が「征西大将軍宮譜」（『肥後文献叢書』六、隆文館、1910年所収）で言い出したことだが、元勝が「万寿寺過去帳」なるものの内容を同好の士から口伝えで聞いたとするのが根拠となっており、元勝自身がその資料に当たった訳ではない。さらに、昭和15年（1940年）に岡茂政が「万寿寺過去帳に就て―征西大将軍御薨去時日発見の唯一文書―」で、「万寿寺過去帳」なる文書は、豊後国万寿寺には最初から無かったことが指摘された。懐良親王研究における古典である藤田明『征西将軍宮』も懐良親王の薨去記事を載せていない。

## 和歌
懐良親王の和歌は、2首しか現在しない。宗良親王『李花集』最末尾の部分で、
とあるのが全てである。一つ目は准勅撰和歌集『新葉和歌集』に入集している。

## 系譜
確実なのは以下の2名である。
- 父：後醍醐天皇
- 母：二条藤子（二条為道女）

応永33年（1426年）に完成した『本朝皇胤紹運録』およびそれ以降の系図・寺伝では法仁入道親王が同母兄であると伝えられている。
江戸時代に編纂された『諸家系図纂』では、以下の子女も記載されている。
- 妻：菊池武重の娘[15]
  - 男子：源良宗（1363-?）[15]

## 関連作品
- 北方謙三『武王の門』新潮社（小説） - 主人公